# Manicnemus
Manicnemus is een geslacht van vliesvleugeligen uit de familie Encyrtidae. De wetenschappelijke naam van dit geslacht is voor het eerst geldig gepubliceerd in 1981 door Hayat.

## Soorten
Het geslacht Manicnemus omvat de volgende soorten:
- Manicnemus indicus (Mani & Saraswat, 1974)
- Manicnemus zygonomus (Khan, 1983)